# Eternal Sonata
Eternal Sonata (jap. トラスティベル 〜ショパンの夢〜, Torasuti Beru – Shopan no Yume, dt. „Trusty Bell – Chopins Traum“) ist ein Computer-Rollenspiel, das von Tri-Crescendo entwickelt wurde. Die Xbox-360-Version des Spiels wurde von Bandai Namco Games im Juni 2007 in Japan, im September 2007 in Nordamerika und im   Oktober desselben Jahres in Europa veröffentlicht. Im September 2008 brachte der Publisher in Japan, im Oktober desselben Jahres in Nordamerika und in Europa eine PlayStation-3-Version auf den Markt, die zusätzliche Inhalte bietet.
Das Szenario des Spiels ist ein fiktiver Traum des polnischen Komponisten und Pianisten Frédéric Chopin, der im Alter von 39 Jahren an Tuberkulose starb. In diesem Traum begibt sich Chopin mit einigen anderen Charakteren auf eine Reise, die – wie er denkt – sowohl in seiner Traumwelt als auch in der Realität mit seinem Tod enden wird. Einige von Chopins Kompositionen sind Bestandteil des Soundtracks des Spiels, der Großteil wurde jedoch von Motoi Sakuraba komponiert.

## Spielprinzip
Im Gameplay unterscheidet Eternal Sonata, ähnlich wie auch Spiele der Final-Fantasy-Serie, Lost Odyssey und vergleichbare andere Rollenspiele, ein rundenbasiertes Kampfsystem mit Erkundung der Welt in Echtzeit. Wenn man bei der Erkundung der Welt in Kontakt mit Gegnern kommt, die dort frei umherlaufen, kommt es zum Kampf. Durch gewonnene Kämpfe sammelt der Spieler Erfahrungspunkte, die seine Charaktere im Level aufsteigen lassen und gewinnt Gegenstände, die seine Charaktere verbessern oder die er verkaufen kann. Bei jedem Levelaufstieg bekommen die jeweiligen Charaktere Punkte auf ihre Attribute (Angriff, Verteidigung, Magie und Tempo) gutgeschrieben. Somit ist eine ständige Verbesserung der Gruppe im Verlaufe des Spiels möglich. Diese Gruppe besteht aus aktiven und passiven Charakteren. Aktive Charaktere, bis zu drei an der Zahl, sind jene, die an Kämpfen teilnehmen. Sie bekommen die vollen Erfahrungspunkte für besiegte Gegner, wohingegen passive Charaktere, die nicht am Kampf teilgenommen haben, nur die Hälfte der Erfahrung bekommen und somit seltener im Level aufsteigen. Nach jedem Kampf kann der Spieler die Gruppenkonstellation ändern.

### Kampfsystem
Das Kampfsystem in Eternal Sonata besteht aus zwei Teilen, die rundenzyklisch ablaufen: Taktikzeit und Aktionszeit. Die Taktikzeit bezeichnet die Zeit, die der Spieler Zeit hat, seine Aktionen während des Kampfes zu durchdenken. Sie ist zu Beginn des Spiels unbegrenzt, gegen Ende fällt sie sogar ganz weg und der Spieler muss sich während der vorigen Züge überlegen, was er tut. Die Aktionszeit ist die Zeit, die der Spieler hat, um anzugreifen, zu zaubern, Gegenstände zu verwenden oder wegzulaufen. Auch sie wird im Verlaufe des Spiels geringer. Bei jedem erfolgreichen Treffer auf den Gegner wird sie um einen kleinen Teil aufgeladen, wodurch der Spieler Zeit für weitere Angriffe erhält. Ein unbegrenztes Aufstocken ist jedoch nicht möglich. Bei jeweils dem 4., 8., 12., 16., 24. und 32. Treffer bekommt der Spieler sogenannte Echos, die Spezialangriffe seiner Charaktere effektiver machen. Diese Spezialangriffe haben außerdem eine große Abhängigkeit vom Umgebungslicht des Charakters. Steht dieser im Schatten, so stehen ihm „dunkle“, im Licht „helle“ Spezialangriffe zur Verfügung. Somit muss der Spieler jeweils situationsbedingt darauf achten, wo sich seine Figur befindet.

## Charaktere

### Spielbare Charaktere
- Frédéric Francois Chopin (フレデリック・フランソワ・ショパン Furederikku Furansowa Shopan): 39 Jahre alter Komponist und Pianist, in dessen Traum sich die Handlung abspielt. Er greift mit einem Taktstock an, ist magisch stark, ansonsten ausgewogen.
- Polka (ポルカ Poruka): 14 Jahre altes Mädchen, das mit ihrer Mutter in einem ruhigen Dorf wohnt und Blütenpuder, eine Art Medizin, verkauft. Sie greift mit einem Regenschirm an, ist magisch stark, jedoch physisch schwach.
- Allegretto (アレグレット Areguretto): 16 Jahre alter Dieb aus einer Kleinstadt nahe Polkas Heimatdorf. Bester Freund von Beat. Er greift mit einem Schwert an und ist ein ausgewogener Charakter.
- Beat (ビート Bīto): Acht Jahre alter Junge, der mit Allegretto zusammen in einer Kleinstadt wohnt. Er greift mit einem Gewehr-Hammer an, trägt eine Kamera und ist einer der Fernkämpfer der Gruppe.
- Viola (ビオラ Biora): 26 Jahre alte Schäferin, die in einer Hütte etwas abseits der Kleinstadt, aus der Allegretto und Beat sind, wohnt. Sie greift mit einem Bogen an, ist eine der Fernkämpfer der Gruppe, ist physisch stark und magisch schwach.
- Salsa (サルサ Sarusa): Acht Jahre altes Mädchen. Zwillingsschwester von Gavotte. Sie ist Hüterin eines Hains, greift mit zwei Chakram (kreisförmigen Klingen) an, ist ein schneller Charakter aber magisch schwach.
- Gavotte (マーチ Māchi) (in der englischen Spielversion: March): Acht Jahre altes Mädchen. Zwillingsschwester von Salsa. Sie ist Hüterin eines Hains, greift mit Chakram an, ist ein schneller Charakter und ausgewogen.
- Jazz (ジルバ Jiruba):27 Jahre alter Rebellenanführer. Er greift mit einem Zweihandschwert an und ist ein langsamer Charakter jedoch von physisch verheerender Stärke.
- Claves (クラベス Kurabesu): 24 Jahre alte Freundin von Jazz und Rebellin. Sie greift mit einem Rapier/Degen an und ist ein ausgewogener Charakter.
- Mazurka (ファルセット Farusetto) (In der englischen Spielversion: Falsetto): 22 Jahre alt. Sie ist das dritte Mitglied aus Jazzs Rebellentruppe, greift mit ihren Fäusten an. Sie ist ein schneller Charakter und physisch stark.
- Crescendo (クレッシェンド Kuresshendo): Junger Prinz von Schloss Barock und Kapitän eines Schiffes. Er ist nur in der PlayStation-3-Version spielbar und greift mit einem Streitkolben an.
- Serenade (セレナーデ Serenāde): Junge Prinzessin von Schloss Barock und Ehefrau von Crescendo. Sie ist ebenfalls nur in der PlayStation-3-Version spielbar und greift mit einem Zauberstab an.

### Wichtige Gegner
- Graf Walzer: Junger Herrscher von Schloß Forte.
- Legato:  Walzers Berater, Diplomat von Schloß Forte.
- Rumba: Lakai Walzers.
- Staccato: Lakai Walzers.
- Tuba: Lakai Walzers.
- Kapitän Dolce: Piratenkapitän. Sie versucht, Crescendos Schiff zu überfallen und zu entern.

## Orte
- Tenuto – ein kleines Dorf, aus dem Polka stammt
- Ritardando – eine Kleinstadt, aus der Beat und Allegretto stammen.
- Forte – Regierungssitz des Grafen Walzer.
- Andantino – Hauptstadt der Rebellengruppe um Jazz.
- Barock – Regierungssitz des Prinzen Crescendo.
- Mt. Rock – Berg, an dem Graf Walzer Mineralien abbauen lässt.
- Celesta Wald – Waldgebiet zwischen Barock und dem Aria-Tempel.
- Aria-Tempel – ein Tempel nahe Barock.
- Lento-Friedhof – ein Friedhof nahe Andantino für gefallene Rebellensoldaten.
- Chorus-Felder – Landwirtschaftlich nutzbare Wiesen, hier hat Viola ihre Hütte.
- Agogô-Wald – Wald, in dem kleine, Feenähnliche Wesen – die Agogôs – leben.
- Der Fluss Medley – Fluss nahe Barock. Von Piraten heimgesucht.

## Darstellung
Das gesamte Spiel ist in einer Cel-Shading-Optik dargestellt. Somit wirkt das ganze Spiel wie ein Anime. Stark gesättigte Farben und klassische Musik/Melodien vermitteln dem Spieler den Eindruck, Teil eines Märchens zu sein.

## Kritiken
Eternal Sonata bekam größtenteils neutrale bis positive Kritiken. Am höchsten gelobt wurde meist die detailgetreue, spielverliebte Darstellung, die jeden Ort des Spiels zu etwas Besonderem mache. Auch wurde der Soundtrack als weitestgehend passend und stimmungsfördernd beschrieben. Kritisiert wurde an Eternal Sonata, dass es mit Zwischensequenzen nicht umgehen könne, da diese teilweise minutenlang laufenden Filmszenen den Spieler aus dem Spielfluss reißen. Auch die Szenen, die Aufschluss über Chopins Leben geben, seien zwar interessant, jedoch für den Spieler an den meisten Stellen eher störend. Selbst die gute Synchronisation der professionellen Sprecher ändere daran nichts. Zudem wurde Eternal Sonata dafür kritisiert, zu linear zu sein und zu wenig Nebenmissionen abseits der Hauptgeschichte zu bieten.